# Jean Cochard
Pour les articles homonymes, voir Cochard.
Jean Cochard  (né le 27 mars 1939 à Brest) est un athlète français spécialiste du saut en longueur.

## Biographie
Après un séjour de courte durée à St François, il fait ses études à Skol an aod à Guissény. Il commence l'athlétisme en sixième, alors âgé de 11 ans. Il fait sa première compétition en saut en hauteur avec le stade Lesnevien au même âge (Performance : 1,25 m). 
Il se qualifie pour les Championnats de France UGSEL à Lyon, toujours avec le stade Lesnevien où il termine second (toujours au saut en hauteur). Puis, en 1956, à l'âge de 17 ans, il se qualifie au Championnat de Bretagne où il termine premier. Jean Cochard sautait alors environ 1,70 m (cadet). 
Il entre dans la Marine Nationale, et participe aux championnats de la Marine au Maroc. Il commence par du saut en hauteur puis, à la suite d'un pari avec l'un de ses camarades de l'époque, il s'essaie au saut en longueur. Le but étant de dépasser les 6,50 m. Ce qu'il fit avec brio.
Après le Maroc, Cochard se dirige vers la B.A.N Lann-Bihoué (Lorient) en 1958, il est recommandé à René Le Cloërec, alors entraîneur au CEP. 
Très attaché au CEP de Lorient, il refusera toutes les demandes des clubs parisiens. 
En 1962, il souhaite arrêter l'athlétisme mais son entraîneur le pousse à continuer. Il fait la connaissance d'André Daniel, un entraîneur national spécialisé dans le saut. 
En 1963, il reprend ses études à Paris.
Cette même année, Jean Cochard se prépare avec soin pour les Jeux Olympiques et est accepté aux sélections (à la Baule).
Par la suite, il deviendra Géomètre expert à Lorient (Morbihan) et prendra sa retraite dans les années 2000.

## Décoration
- Médaille d'honneur de la jeunesse et des sports (1966)[1]

## Carrière
En 1963, Jean Cochard se prépare avec soin pour Jeux Olympiques et est accepté aux sélections (à la Baule). 
Licencié dans un patronage, le CEP Lorient, il remporte les Championnats de France d'athlétisme en 1964 et 1965. Sélectionné pour les Jeux olympiques de Tokyo en 1964, Jean Cochard se classe cinquième de la finale en réalisant 7,44 m à son troisième essai. En 1966, le Français remporte la médaille de bronze des Championnats d'Europe de Budapest en établissant avec 7,88 m la meilleure performance de sa carrière et un nouveau record de France. Il est devancé par le Britannique Lynn Davies et le Soviétique Igor Ter-Ovanessian. Jean Cochard participe aux Jeux olympiques de Mexico en 1968 mais est éliminé en qualifications, sur blessure.

### Palmarès
| Date | Compétition             | Lieu     | Résultat | Performance |
| ---- | ----------------------- | -------- | -------- | ----------- |
| 1963 | Jeux méditerranéens     | Naples   | 2e       | 7,44 m      |
| 1964 | Jeux olympiques         | Tokyo    | 5e       | 7,44 m      |
| 1966 | Jeux européens en salle | Dortmund | 5e       | 7,44 m      |
| 1966 | Championnats d'Europe   | Budapest | 3e       | 7,88 m      |

### Records
| Épreuve          | Performance | Date |
| ---------------- | ----------- | ---- |
| Saut en longueur | 7,88 m      | 1966 |